# Senatul de la Nisa

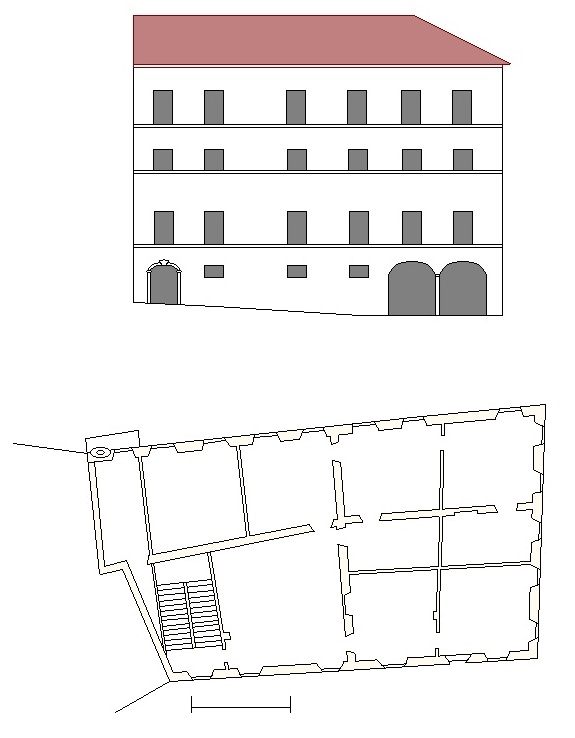
Elevarea și planul Senatului de la Nisa

Senatul Suveran al comitatului Nisa (Sovrano Senato del countea di Nizza) sau Senatul de la Nisa a fost creat în data de 8 martie 1614 prin scrisoarea de brevetare a ducelui Carol Emanuel I de Savoia, și dispare temporar în 1796, când a fost creat departamentul Alpes-Maritimes de către Franța care ocupa zona. 
După înfrângerea franceză, în timpul Tratatului de la Paris din 1814, suveranii din Savoia își recapătă toate drepturile și prerogativele asupra stărilor și bunurilor lor legitime, din care face parte si Comitatul Nisa. Acestea refac imediat Senatul de la Nisa în toate drepturile și prerogativele sale tradiționale până în 1848, când îi vor conferi funcțiile și jurisdicțiile de Curte de Apel.

## Vechiul Regim
Jurisdicția suverană a Senatului de la Nisa avea jurisdicție pe întreg teritoriul și subiecții din Comitatul Nisa, care constau atunci din următoarele cantoane:
- vechiul vicariat Nisa ;
- vechiul vicariat Barcelonnette ;
- vechiul vicariat Sospel ;
- vechiul vicariat Puget-Théniers ;
- comitatul Dolceacqua ;
- principatul Oneille (Oneglia în italiană) ;
- comitatul de Tende ;
- comitatul Beuil.

Competența Senatului de la Nisa a cuprins patru instanțe ale prefecturii : Nice, Sospel, Barcelonnette (până în 1713) și Oneille.
De la crearea sa din 1614, membrii săi includ un președinte, patru senatori, doi avocați fiscali, un secretar, doi executori judecătorești, opt soldați de justiție și un prévost și se află provizoriu într-o casă închiriată și renovată.
Apoi, în 1655, a fost înființată într-o clădire cu trei etaje, cu o intrare decorată, situat în partea de jos a fortăreței, astăzi aproape de capela Sfântul Giulgiu (a penitenților roșii), strada Jules-Gilly. Se numește palat al Senatului de la Nisa. În 1701, i s-au atribuit o capelă și un depozit de arhive, iar în 1763 a fost construită o sală de judecată cu hemiciclu.
Cu o zi înainte ca trupele franceze să intre în județul Nisa, la 28 septembrie 1792, membrii Senatului Suveran al județului Nisa au părăsit orașul și și-au mutat arhivele în valea Roya, unde brevetele regale din 23 octombrie stabilesc în Saorge o delegație care exercită aceeași putere ca Senatul de la Nisa. Pe 4 noiembrie, sediul delegației a fost transferat din Saorge în Borgo San Dalmasso în Piemont, unde a emigrat din nou în Carmagnola, oraș aproape de capitala din perioada aceea, Torino.
În Tratatul de la Paris din 1796, ducele de Savoia, regele Sardiniei, Ciprului și Ierusalimului este obligat de Franța care ocupă să renunțe la exercitarea drepturilor și protecțiilor sale asupra comitatului Nisa. Prin urmare, delegația a fost anulată prin scrisori brevetate la 17 decembrie 1796.

## Restaurarea sardă și Anexarea
În 1814, la restaurarea casei de Savoia, regele Victor Emmanuel I de Sardinia restabilește Senatul Suveran de la Nisa în toate puterile sale tradiționale anterioare, iar competența sa se extinde acum la instanțele prefecturii din Nisa, Onille și San Remo. 
Brevetul scrisorilor regale din 4 martie 1848 atribuie Senatului de la Nisa puterile și prerogativele unei curți de apel, iar instanțele prefecturii devin provinciale și apoi „district” în timpul reformei din 1859 dorită de Cavour și despre care unii oameni cred, fără îndoială, că se pregătea de anexarea de către Franța, pregătită în secret cu Napoleon al III-lea la Plombières.
În 1860, a fost proclamată în incinta vechiului senat de la Nisa anexarea politică a comitatului de către Franța.
În mod firesc, Senatul devine după 1860 tribunal civil din Nisa, în cadrul organizației judiciare franceze. Cu toate acestea, el își pierde rolul de Curte de Apel, apelurile fiind făcute la Aix-en-Provence.

## Lista președinților
În 1792, primul președinte al Senatului de la Nisa a fost Clément Corvesy, conte de Gorbio, care a trebuit să emigreze în urma evenimentelor revoluționare.
Tabelul de mai jos prezintă lista președinților Senatului de la Nisa de la restaurarea statului Sard.
| Debut           | Sfârșit         | Nume                                  | Comentariu |
| --------------- | --------------- | ------------------------------------- | ---------- |
| iunie 1814      | august 1815     | Carlo Anselmo Martini di Castelnuovo  | —          |
| august 1815     | ianuarie 1817   | Raffaele Valentino Pilo               | —          |
| ianuarie 1817   | iunie 1817      | Carlo Anselmo Martini di Castelnuovo  | interimar  |
| iunie 1817      | iulie 1819      | Giuseppe Maria Cambiaso               | —          |
| august 1819     | februarie 1820  | Carlo Anselmo Martini di Castelnuovo  | interimar  |
| martie 1820     | august 1828     | Ludovico Agostino Peyretti di Condove | —          |
| septembrie 1828 | septembrie 1831 | Paolo Vincenzo Ferrari di Castelnuovo | —          |
| septembrie 1831 | octombrie 1833  | Ilarione Spitalieri di Cessole        | interimar  |
| octombrie 1833  | octombrie 1845  | Ilarione Spitalieri di Cessole        | —          |
| noiembrie 1845  | aprilie 1848    | Giuseppe Manno                        | —          |
| mai 1848        | martie 1851     | Giuseppe Arborio di Gattinara         | —          |
| martie 1851     | noiembrie 1853  | Francesco Mossa Fancello              | —          |
| noiembrie 1853  | octombrie 1855  | Leonzio Massa Saluzzo                 | —          |
| octombrie 1855  | aprilie 1860    | Giuseppe Musio                        | —          |

## Starea actuală a spațiilor
O placă a fost aplicată în 1999 pe fațada clădirii pentru a aminti istoria acesteia.
După construcția noului Palat al Justiției în 1885, sub mandatul lui Jules Gilly, spațiile fostului senat de la Nisa fuseseră repartizate la azil de noapte pentru nevoiași. Clădirea a suferit apoi multe modificări structurale (tavane false, pereți despărțitori, instalarea a foarte multor instalații sanitare), pierzându-și splendoarea pentru a se adapta noii sale vocații sociale.
Gestionat de Centrul comunal de acțiune socială, azilul de noapte pentru bărbați a fost transferat în strada Trachel în vara anului 2013, iar Senatul a fost repartizat apoi la Direcția Generală Adjunctă pentru Cultură: agenții Direcției Patrimoniu Istoric s-au stabilit acolo și au organizat, în colaborare cu istoricii în drept ai Universității din Nisa, comemorarea a 400 de ani de la înființarea Senatului în martie 2014. 
Centrul de patrimoniu, găzduit anterior la 75 quai des États-Unis, pe urmă în piața Pierre Gautier  s-a mutat acolo în vara anului 2016, prevestind un viitor Centru de interpretare a arhitecturii și patrimoniului din Nisa.

## Vestigii mobile
Putem observa la muzeul Masséna mai multe portrete ale conducătorilor sarzi ai secolului al XIX-lea, precum și o impozantă masă incrustată care provine din vechiul Senat de la Nisa.
Muzeul conservă, de asemenea, un sceptru de justiție roșu, simbolizând delegarea puterii judiciare de către regele Sardiniei la Curtea de Apel din Nisa.

## Ilustrații

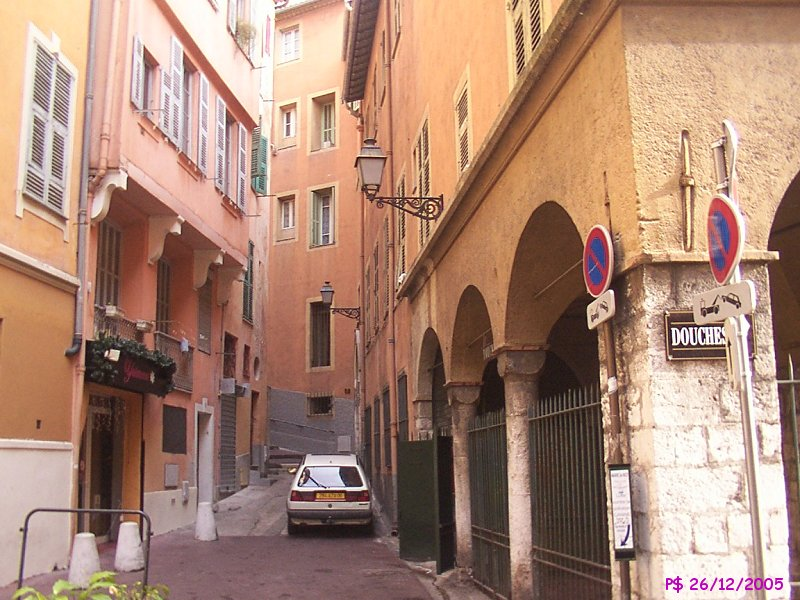
Vedere pe arcadele loggiei Vechiului Senat, strada Jules-Gilly
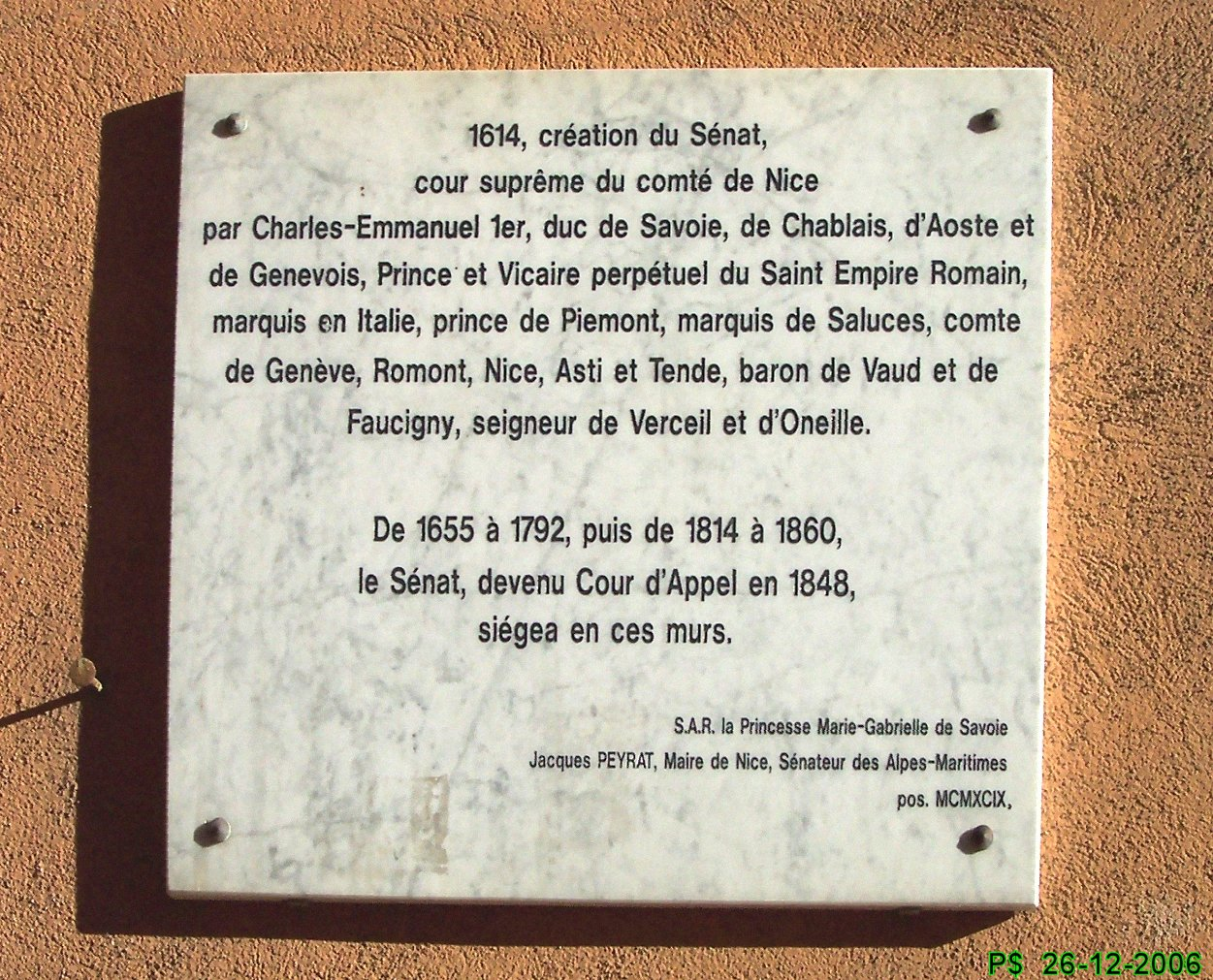
Placă comemorativă aplicată în MCMXCIX (1999) de Marie-Gabrielle de Savoie și Jacques Peyrat pe vechiul palat al senatului din Nisa.